# Saint-Sixte, Québec
Saint-Sixte är en kommun i provinsen Québec i Kanada. Den ligger i regionen Outaouais, i den sydöstra delen av landet, 50 km nordost om huvudstaden Ottawa.